# Arado Ar 198
Arado Ar 198 – niemiecki samolot rozpoznawczy z okresu II wojny światowej.

## Historia
W 1937 roku niemieckie Ministerstwo Lotnictwa (RLM) opracowało założenia dla nowego typu taktycznego samolotu rozpoznawczego, którego głównym zadanie miałaby być współpracę z wojskami lądowymi. Zgodnie z tym założeniem miał mieć silne uzbrojenie obronne, nie stosowane w dotychczasowych konstrukcjach oraz osiągi lepsze niż wprowadzany do lotnictwa samolot Henschel Hs 126. Opracowania nowej konstrukcji podjęły się zakłady Arado, Focke-Wulf oraz Hamburger Flugzeugbau.
Wytwórnia Arado Flugzeugwerke GmbH stworzyła samolot oznaczony jako Ar 198. Ministerstwo Lotnictwa zamówiło w wytwórni budowę trzech prototypów tego samolotu, które miały być poddane dalszym badaniom. Pierwszy nieuzbrojony prototyp oznaczony Ar 198V-1 (numer rejestracyjny D-ODLG) został zbudowany i oblatany na początku 1938 roku. Jednak okazało się, że samolot ma osiągi znacznie niższe niż założone. Dlatego też po krótkim okresie badań zrezygnowano z dalszych prac nad tym samolotem. Nie dokończono również budowy rozpoczętego drugiego prototypu Ar 198V-2, który miał mieć zamontowane uzbrojenie.
Ostatecznie zbudowano tylko jeden prototyp samolotu Ar 198. Uznano, że lepiej rokują konstrukcje innych wytwórców np. Focke-Wulf Fw 189 czy Blohm & Voss Bv 141.

## Użycie
Ar 198 używany był w 1938 roku do badań, prototyp nie miał uzbrojenia.

## Opis konstrukcji
Samolot Arado Ar 198 był górnopłatem o konstrukcji całkowicie metalowej. Kabina zakryta oszklona także w dolnej części, trzymiejscowa. Skrzydło dwuczęściowe, dwudźwigarowe, wyposażone w lotki oraz klapy. Podwozie klasyczne – stałe z kółkiem ogonowym. Napęd stanowił dziewięciocylindrowy silnik gwiazdowy BMW Bramo 323 A, chłodzony powietrzem, wyposażony w osłonę NACA, napędzający trójłopatowe śmigło.